# Buddy Rose
Pour les articles homonymes, voir Rose.
Paul Perschmann (né le 27 novembre 1952 à Omaha et mort le 28 avril 2009 à Vancouver) est un catcheur (lutteur professionnel) américain, plus connu sous le nom, "Playboy" Buddy Rose.

## Carrière
Perschmann s'entraîne au camp d'entraînement de la American Wrestling Association auprès de Verne Gagne et Billy Robinson (en). Il fait partie de la même promotion que Robert Remus.
Sous son propre nom, il fit ses débuts le 3 décembre 1973 à Rice Lake dans le Wisconsin dans un match nul de 10 minutes avec Bob Remus, le futur Sergent Slaughter. Il catcha principalement pour la AWA, WWF, et pour le promoteur Don Owen (en) à la Pacific Northwest Wrestling.
Une des plus grandes rivalités dans la Pacific Northwest mit en scène Rose contre "Rowdy" Roddy Piper. Selon Piper dans son autobiographie, ce fut la rivalité qui lui fit un nom dans le business, et elle cimenta le statut d'icone de la région de Rose. Rose eut aussi une longue rivalité avec "Superfly" Jimmy Snuka. Son partenaire, Edward Wiskoski (en), resta à ses côtés pendant trois décennies.
Catchant pour la WWF durant 1982-83, il voulait souvent travailler 90 jours d’affilée. Quand il avait un rare jour de congé, il rentrait à West Coast. Au sommet de son élan à la WWF, il eut un match de main event contre Bob Backlund pour le titre World Heavyweight. Rose, qui eut aussi quelques matchs avec Pedro Morales pendant cette période, managé par Grand Wizard.
Rose et Doug Somers entamèrent une rivalité avec les Midnight Rockers pour les titres Tag Team de la AWA en 1986 et 1987. Pendant cet élan, Rose ne perdit jamais par tombé.
Rose, catchant masqué en tant qu'Executioner, perdit contre Tito Santana dans le match d'ouverture du premier WrestleMania,.
Rose eut un autre élan à la WWF de 1990 à 1991, utilisant principalement un caractère comique.
Du milieu à la fin des années 1990, Rose présenta un talk-show sur radio de Portland.
Son dernier match prit place lors de Wrestle Reunion 2005 à Tampa, en Floride. Il compéta dans un match à six par équipe opposant lui-même, Col. DeBeers (Edward Wiskoski) et Bob Orthon, Jr. contre Jimmy Valiant, Roddy Piper et Jimmy Snuka. Ce match devait être le dernier match de Jimmy Valiant, mais Rose prit se retraite des rings après le match, et fit seulement des apparitions personnels.

## Décès
Le 28 avril 2009, Rose fut retrouvé mort dans sa maison à Vancouver, Washington par sa femme. L'autopsie révéla une mort naturelle. Rose, qui lutta avec son poids dans les années 1980, était atteint d'une obésité morbide, menant à des problèmes de sang et de diabète,.

## Palmarès
- American Wrestling Association
  - AWA World Tag Team Championship (1 fois)

- NWA All-Star Wrestling
  - NWA Canadian Tag Team Championship (version Vancouver) (2 fois) - avec Chris Colt et Rip Oliver
  - NWA Pacific Coast Heavyweight Championship (version Vancouver) (1 fois)

- Promotion du milieu du Pacifique de la NWA
  - NWA Hawaii Heavyweight Championship (1 fois)
  - NWA Hawaii Tag Team Championship (1 fois) - avec John Studd

- NWA San Francisco
  - NWA United States Heavyweight Championship (version San Francisco) (2 fois)
  - NWA World Tag Team Championship (version San Francisco) (1 fois) - avec Ed Wiskoski

- Oregon Professional Wrestling Federation
  - OPWF Heavyweight Championship (1 fois)[9]
  - OPWF Tag Team Championship (1 fois) - avec Buddy Wayne[9]

- Pacific Coast Championship Wrestling
  - PCCW Tag Team Championship (1 fois) - Buddy Wayne[9]

- Pacific Northwest Wrestling
  - NWA Pacific Northwest Heavyweight Championship (8 fois)
  - NWA Pacific Northwest Tag Team Championship (12 fois) - avec Jesse Ventura (2), Ed Waskoski / Col. DeBeers (4), Rip Oliver (2), Stan Stasiak (1), Brian Adias (1), Curt Hennig (1), et Avalanche (1)

- Universal Independant Wrestling
  - UTW Heavyweight Championship (2 fois)[9]